# Friedrich Wagner (Physiker)
Friedrich Wagner (* 16. November 1943 in Pfaffenhofen, häufig als Fritz Wagner abgekürzt) ist ein deutscher Physiker und emeritierter Hochschullehrer.  Sein Spezialgebiet ist die  Plasmaphysik. Er war zuletzt ordentlicher Professor an der Ernst-Moritz-Arndt-Universität Greifswald sowie Direktor am Max-Planck-Institut für Plasmaphysik.

## Werdegang
Wagner studierte an der Technischen Universität in München. Seine Promotion schloss er ebenfalls an der TU München im Jahr 1972 ab. Anschließend arbeitete er von 1973 bis 1974 an der Ohio State University. Zunächst beschäftigte er sich mit Tieftemperaturphysik, wechselte aber unter dem Eindruck der damaligen Energiekrise zur Fusionsforschung in der Plasmaphysik. Im Jahr 1975 begann seine Tätigkeit für das Max-Planck-Institut für Plasmaphysik ein, für das er ab 1986 das Tokamakexperiment ASDEX leitete.
1988 habilitierte sich Wagner an der Universität Heidelberg und erhielt dort einen Lehrauftrag. Anschließend wurde er zum Honorarprofessor der Technischen Universität München berufen. Von 1989 bis 1993 war Wagner Projektleiter des Stellaratorexperiments Wendelstein 7-AS.
Seit 1993 ist er Direktor am Max-Planck-Institut für Plasmaphysik, davon war er von 2003 bis 2005 Leiter des Ressorts Wendelstein 7-X. Ab 1999 war er ordentlicher Professor an der Ernst-Moritz-Arndt-Universität Greifswald. Ende 2008 wurde er emeritiert.
Den Stern-Gerlach-Preis erhielt er vor allem für die Entdeckung selbstorganisierter Transportbarrieren in Hochtemperaturplasmen, die H-Mode. Sie ist wichtig für das Confinement der Fusionsplasmen.

## Mitgliedschaften und Ehrungen
1987 wurde Wagner mit dem Preis der Plasma Physics Division der American Physical Society für "Excellency in Plasma Physics" geehrt. Er ist Ehrenmitglied des Joffe-Instituts in Sankt Petersburg und Fellow of the Institute of Physics der American Physical Society. 2016 wurde er zum auswärtigen Mitglied der Russischen Akademie der Wissenschaften gewählt.
Von 1996 bis 2004 war Wagner Vorsitzender der Abteilung Plasmaphysik der Europäischen Physikalischen Gesellschaft. Von April 2007 bis 2009 war er Präsident der Europäischen Physikalischen Gesellschaft.
Für seine Verdienste um die Plasma- und Fusionsforschung erhielt Friedrich Wagner im März 2009 die Stern-Gerlach-Medaille, welche die höchste Auszeichnung für experimentelle Physik der Deutschen Physikalischen Gesellschaft ist. 2007 erhielt er den Hannes-Alfvén-Preis.

## Veröffentlichungen (Auswahl)
- Auf den Wegen zum Fusionskraftwerk : Organisierter und selbst-organisierter magnetischer Einschluss. Physik Journal Bd. 8, 2009, Nr. 8/9, Seite 35–41 (Vortrag zur Verleihung der Stern-Gerlach-Medaille)
- F. Wagner et al.: A Regime of Improved Confinement and High Beta in Neutral Beam Heated Divertor Discharges of ASDEX, in: Physical Review Letters 49 (1982) 1408.
- F. Wagner et al.: Evidence for an Edge Thermal Barrier Causing the H-Mode of ASDEX, in: Physical Review Letters 53 (1984) 1453.
- F. Wagner et al.: Experimental Study of the Principles Governing Tokamak Transport, in: Physical Review Letters 56 (1986) 2187.
- F. Wagner, U. Stroth: Transport in Toroidal Devices - The Experimentalist's View,  in: Plasma Phys. Control. Fusion 35 (1993) 1321.
- F. Wagner: A Quarter-Century of H-Mode Studies, in: Plasma Phys. Control. Fusion 49 (2007) B1.
- F. Wagner et al.: W7-AS: One step of the Wendelstein stellarator line, in: Physics of Plasmas 12 (2005) 072509.
- Friedrich E. Wagner: Rudolf Mössbauer and the development of the Garching research site, in: Hyperfine Interactions, March 2012, Volume 204, Issue 1–3, pp 83–88.